# Датировочная формула
Датировочная формула (название года) — в системе летосчисления старовавилонского времени каждый год получал название, которое прославляло то или иное важное событие, имевшее место в предыдущий год. Специально составлявшиеся «списки лет» позволяют установить порядок следования этих названий. В Вавилоне использовались шумерские названия, в Мари — аккадские. В повседневных документах датировочные формулы обычно приводились в сокращённом виде.